# O2アリーナ (プラハ)
O2アリーナはチェコのプラハにある多目的アリーナ。旧名称はサズカ・アリーナ。収容人数は18,000名。2004年に完成。

## 概要
O2アリーナはアイスホッケーのエクストラリーグに所属するHCスラビア・プラハの本拠地として使用され、また、バスケットボールのユーロリーグファイナルフォーの開催経験がある。
2008年にチェコの現地法人テレフォニカO2に命名権を取得し、現在の名称になった。ただし、ロンドンにあるO2アリーナを区別するため、旧名称のサズカ・アリーナとも呼ばれることもある。
また、2004年のアイスホッケー世界選手権や、フロアボール世界選手権が2008年に開催された。2017年には欧州選抜と世界選抜によるテニスの非公式大会レーバーカップが開催された。過去にはビリー・ジーン・キング・カップ（旧フェド杯）決勝を開催されたことがあり。